# April Boy Regino
April "Boy" Regino, nacido como Dennis Regino Magloyuan Magdaraog, (Mariquina; 9 de abril de 1961-Antipolo; 29 de noviembre de 2020) fue un músico filipino que popularizó varias de sus canciones, incluyendo "Paano Ang Puso Ko", "Umiiyak Ang Puso" y "Di Ko Kayang Tanggapin" durante la década de 1990 y fue conocido por sus gorras con marca registrada.

## Vida personal
Tenía dos hermanos menores, Vingo y Jimmy quienes actualmente son miembros del grupo April Boys. Todos ellos nacieron en Marikina, aunque también tenían raíces en las ciudades de Sawang, Capul y Sámar del Norte. Se casó con Madel Regino y tuvieron un hijo, JC, quien es cantante y compositor.
En 2014, se retiró del mundo del espectáculo luego de ser diagnosticado en 2009 con cáncer de próstata. En una entrevista en 2015 reveló que se había recuperado del cáncer pero al mismo tiempo estaba sufriendo una enfermedad cardíaca. En 2015 fue diagnosticado con retinopatía diabética, lo cual provocó la pérdida de la visión de su ojo izquierdo. Finalmente falleció el 29 de noviembre de 2020 a los cincuenta y nueve años, la noticia fue revelada por su hermano Vingo.

## Carrera musical
Regino emigró a los Estados Unidos y se estableció allí como animador de una comunidad filipina-estadounidense. Más tarde, Regino se convirtió en artista de Viva Records. Regino tradujo la canción いとしのエリ(Itoshi no Ellie), que fue renombrada como Honey My Love So Sweet. En 2015, después de un año de descanso, Regino regresó al mundo del espectáculo con su nuevo álbum y un contrato con GMA Music.

## Discografía
Canciones
- 1993 Sana'y Laging Magkapiling
- 1995 Umiiyak ang Puso
- 1995 Nasaan Ka, Kailangan Kita
- 1996 Paano Ang Puso Ko
- 1997 Di Ko Kayang Tanggapin
- 1997 Kahit Kaibigan Lang
- 1997 Pag-ibig Mo, Pag-ibig Ko
- 1997 Mahal na Mahal na Mahal Kita
- 1997 Esperanza
- 1998 Salamat Sa Iyo
- 1998 Tukaan
- 2000 Kahapong Nagdaan
- 2000 Sabi ng Puso Ko
- 2004 Nanghihinayang Ako
- 2004 Madelyn Nag-iisang Ginto
- 2004 Pasumpa-sumpa
- 2005 Ye Ye Bonnel
- 2010 Di Na Ako Iibig Pang Muli
- 2010 Hanggang Sa Dulo Ng Aking Buhay
- 2015 Tanging Hiling